# 鈴木博章
鈴木 博章（すずき ひろあき、1916年4月15日 - 1976年9月16日）は、日本の実業家。神戸製鋼所社長を務めた。

## 経歴・人物
京都府京都市出身。1944年に京都帝国大学法学部を卒業し、神戸製鋼所に入社した。総務部長、取締役、常務、専務を経て、1974年5月から副社長を務め、同年11月社長に就任した。
しかし、1976年9月16日在任中に急性心不全により死去。60歳没。